# Голестанек
Голестанек (перс. گلستانک‎) или Голестан — село на севере Ирана, в остане Альборз. Входит в состав шахрестана Кередж. Является частью дехестана (сельского округа) Мохаммедабад бахша Меркези.

## География
Село находится в юго-восточной части Альборза, к югу от хребта Эльбурс, на расстоянии приблизительно 2 километров к югу от Кереджа, административного центра провинции. Абсолютная высота — 1276 метров над уровнем моря.

## Население
По данным переписи 2006 года население села составляло 1468 человек (747 мужчин и 721 женщина). В Голестанеке насчитывалась 371 семья. Уровень грамотности населения составлял 73,98 %. Уровень грамотности среди мужчин составлял 74,7 %, среди женщин — 73,23 %.